# Ring Frei
Ring Frei è il quarto album della cantante pop rock tedesca LaFee, pubblicato il 2 gennaio 2009 ed anticipato dall'omonimo singolo il 21 novembre 2008.

## Tracce
(Tutte le canzoni sono state scritte da Bob Arnz, Gerd Zimmermann e LaFee.)
1. "Intro" - 1:12
2. "Ring Frei" - 3:48
3. "Eiskalter Engel" - 3:51
4. "Ein letztes Mal" - 3:45
5. "Scheiss Liebe" - 3:42
6. "Ich bin ich" - 4:49
7. "Angst" - 3:09
8. "Hand in Hand" - 4:22
9. "Nur das eine" - 4:04
10. "Lieber Gott" - 5:22
11. "Was hat sie" - 3:48
12. "Normalerweise" - 3:54
13. "Danke" - 4:22

## Singoli
1. "Ring Frei" (21 novembre 2008)
2. "Scheiss Liebe" (6 marzo 2009)

## Classifiche
| Classifica (2008) | Posizione raggiunta |
| ----------------- | ------------------- |
| Austria           | 5                   |
| Svizzera          | 21                  |
| Francia           | 185                 |